# Hernando Gómez Bustamante
Hernando Gómez Bustamante, soprannominato Rasguño ("lo Sfregiato") (Cartago, 14 marzo 1958), è un criminale colombiano attivo nel narcotraffico, elemento di spicco del cartello di Norte del Valle.
È considerato, dalle autorità americane, il responsabile per le operazioni di esportazione di droga dalla Colombia verso gli Stati Uniti per via marittima (per trasportare la droga oltreconfine si è servito in passato di navi e vari tipi di imbarcazioni, tra cui anche un sottomarino) e di essere il responsabile di molti laboratori di conversione della cocaina nella Valle del Cauca, in Colombia.
Nel marzo del 2004, il governo colombiano operò numerosi sequestri di beni ai danni di Bustamante e dei suoi prestanome, per un valore approssimativo di 111 milioni di dollari (operazione Resplandor), in uno dei periodi di maggiore pressione delle autorità governative colombiane ai danni dei narcotrafficanti (poco dopo la prima operazione, infatti, seguì anche la seconda, Resplandor II).
Il 2 luglio 2004 Bustamante fu arrestato mentre cercava di raggiungere Cuba munito di un passaporto falso.
Sul boss pendono diversi capi d'accusa, tra cui l'associazione a delinquere, traffico internazionale di droga e di armi, e riciclaggio di denaro sporco. Nel marzo del 2004 gli fu poi riconosciuto di essere il reggente in pectore del cartello di Norte del Valle.
| Controllo di autorità | VIAF (EN) 44330943 · ISNI (EN) 0000 0000 3354 2480 · BNE (ES) XX1020951 (data) |